# 山本庸一
山本 庸一（やまもと よういち、1909年1月19日 - 1987年12月23日 ）は、日本の経営者。雪印乳業社長を務めた。北海道札幌市生まれ、上川郡清水町出身。

## 来歴・人物
北海道札幌市生まれ。父親は静岡県出身で、元々は北海道庁で測量の仕事に従事していたが、渋沢栄一の十勝地方の開拓事業に参加し、上川郡清水町に転居。その関係で、庸一は幼少期を十勝の大自然の中で育った。小学校6年の時に札幌に戻り、北海道庁立札幌第一中学校を経て、1931年に中央大学経済学部を卒業し、同年に北海道製酪販売組合連合会(のちの雪印乳業)に入会（入社）した。北海道製酪販売組合連合会への入会は、創業者の佐藤善七・貢父子と旧知の間柄だったことによる。1956年に取締役に就任し（後に関西事業所長も兼務）、1963年に常務、1971年5月に専務を経て、1973年5月に社長に就任。雪印では小売業界での流通基盤を固めるなど、営業面での功績が大きく、同社を業界のトップメーカーに育て上げた。その反面、会社を守る立場から、社内における道内の酪農業関係者の権限を縮小するなど、ワンマン的な部分もあり、創業以来密接な関係のあったホクレンとの一時的な断絶や、それに伴うよつば乳業の成立などのきっかけを作った。
1986年4月に勲二等瑞宝章を受章。
1987年12月23日、腎不全のため、社長在任中に死去。78歳没。